# Butler (condado de Delaware)
Butler es un lugar designado por el censo ubicado en el condado de Delaware  en el estado estadounidense de Oklahoma. En el año 2010 tenía una población de 117 habitantes y una densidad poblacional de 16,25 personas por km².

## Geografía
Butler se encuentra ubicado en las coordenadas 36°32′19.28″N 94°44′26.42″O / 36.5386889, -94.7406722 (36.538689° -94.740672°). Según la Oficina del Censo de los Estados Unidos, Butler tiene una superficie total de 2,783 mi² (7,2 km²), de la cual 2,783 mi² (7,2 km²) corresponden a tierra firme y 0 mi² (0 km²) es agua.